# Vicia humilis
Vicia humilis är en ärtväxtart som beskrevs av Carl Sigismund Kunth. Vicia humilis ingår i släktet vickrar, och familjen ärtväxter. Inga underarter finns listade i Catalogue of Life.